# Winterland Ballroom
Winterland Ballroom (o semplicemente Winterland, in precedenza Winterland Arena) è stata una sala da concerti da 5.400 posti a San Francisco, negli Stati Uniti.
Situata all'angolo tra Post Street e Stainer Street, in pieno centro della città, era stata realizzata come pista di pattinaggio su ghiaccio e fu convertita definitivamente a teatro per spettacoli musicali dall'impresario Bill Graham nel 1971. Negli anni sessanta e settanta è stata sede di concerti di molti importanti artisti rock.
Graham fondò in seguito una società merchandising chiamata proprio Winterland in onore al suo teatro e destinata alla vendita di abbigliamento, memorabilia e gadget legati al mondo della musica e dello sport professionistico statunitense.
Venne demolito nell'autunno 1985.